# تپه نظرآباد ۲
تپه نظرآباد ۲ مربوط به عصر مس و سنگ - عصر آهن است و در شهرستان کرمانشاه، بخش مرکزی، دهستان بالادربند، ۲۰۰ متری شمال شرقی روستای متروکه نظرآباد واقع شده و این اثر در تاریخ ۲۶ اسفند ۱۳۸۷ با شمارهٔ ثبت ۲۵۴۴۲ به‌عنوان یکی از آثار ملی ایران به ثبت رسیده است.